# Festival international du film de Toronto 2008

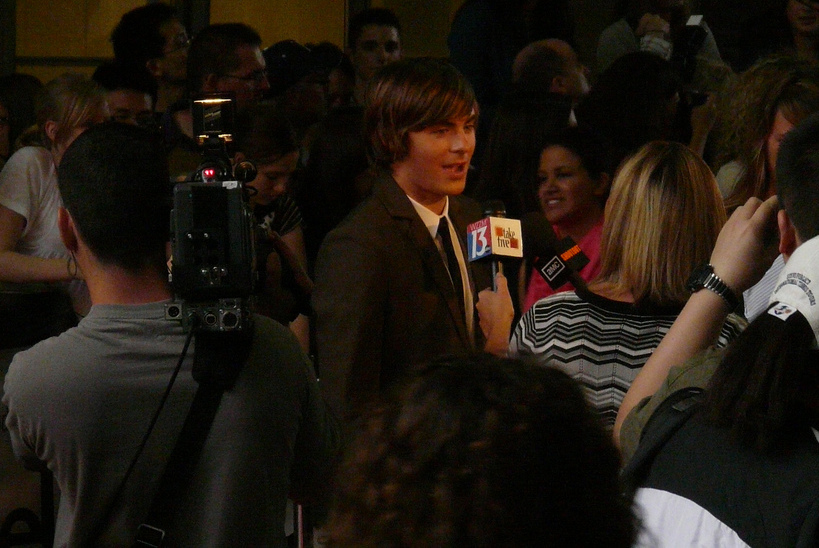
Arrivée de Zac Efron au TIFF 2008 pour la première de Me and Orson Welles

Le Festival international du film de Toronto 2008, 33e édition du festival, s'est déroulé du 4 au 13 septembre 2008.

## Prix décernés
| Prix,                                                    | Film                     | Réalisateur                             |
| -------------------------------------------------------- | ------------------------ | --------------------------------------- |
| People's Choice Award                                    | Slumdog Millionaire      | Danny Boyle                             |
| People's Choice Award First Runner Up                    | More Than a Game         | Kristopher Belman                       |
| People's Choice Award Second Runner Up                   | The Stoning of Soraya M. | Cyrus Nowrasteh                         |
| Discovery Award                                          | Hunger                   | Steve McQueen                           |
| Best Canadian Feature Film                               | Lost Song                | Rodrigue Jean                           |
| Best Canadian Feature Film - Special Jury Citation       | Adoration                | Atom Egoyan                             |
| Best Canadian First Feature Film                         | Before Tomorrow          | Madeline Ivalu & Marie-Hélène Cousineau |
| Best Canadian First Feature Film - Special Jury Citation | Borderline               | Lyne Charlebois                         |
| Best Canadian Short Film                                 | Block B                  | Chris Chan Fui Chong                    |
| Best Canadian Short Film - Special Jury Citation         | Next Floor               | Denis Villeneuve                        |
| FIPRESCI Discovery                                       | Lymelife                 | Derick Martini                          |
| FIPRESCI Special Presentations                           | Disgrâce                 | Steve Jacobs                            |

## Premières nord-américaines
- Aide-toi, le ciel t'aidera de François Dupeyron
- Adoration de Atom Egoyan
- Appaloosa de Ed Harris
- Un barrage contre le Pacifique de Rithy Panh
- Blindness de Fernando Meirelles
- The Brothers Bloom de Rian Johnson
- A Christmas Tale (Un conte de Noël) de Arnaud Desplechin
- Disgrâce de Steve Jacobs
- Il divo de Paolo Sorrentino
- The Duchess de Saul Dibb
- Easy Virtue de Stephen Elliott
- La Guerre de l'ombre (Fifty Dead Men Walking) de Kari Skogland
- Food, Inc. de Robert Kenner
- Genova de Michael Winterbottom
- Gomorrah de Matteo Garrone
- Good de Vicente Amorim
- The Good, the Bad, the Weird de Kim Jee-woon
- Heaven on Earth de Deepa Mehta
- The Hurt Locker de Kathryn Bigelow
- Is There Anybody There? de John Crowley
- It's Not Me (C'est pas moi, je le jure!) de Philippe Falardeau
- The Loss of a Teardrop Diamond de Jodie Markell (en)
- The Lucky Ones de Neil Burger
- Management de Stephen Belber
- Me and Orson Welles de Richard Linklater
- Miracle à Santa Anna (Miracle at St. Anna) de Spike Lee
- Nick & Norah's Infinite Playlist de Peter Sollett
- O' Horten de Bent Hamer
- One Week de Michael McGowan
- The Other Man de Richard Eyre
- Pedro de Nicholas Oceano
- Le Prix de la loyauté (Pride and Glory) de Gavin O'Connor
- Rachel Getting Married de Jonathan Demme
- The Secret Life of Bees de Gina Prince-dethewood
- Stone of Destiny de Charles Martin Smith
- Synecdoche, New York de Charlie Kaufman
- The Wrestler de Darren Aronofsky
- Zack and Miri Make a Porno de Kevin Smith

## Présentations spéciales
- Ashes of Time Redux de Wong Kar-wai
- Empty Nest de Daniel Burman
- Every Little Step de James Stern et Adam Del Deo
- La Fille de Monaco de Anne Fontaine
- Kanchivaram de Priyadarshan
- Ghost Town de David Koepp
- Be Happy de Mike Leigh
- I've Loved You So Long (Il y a longtemps que je t'aime de Philippe Claudel
- New York, I Love You
- Relidicule (Religulous) de Larry Charles
- RocknRolla de Guy Ritchie
- Unspoken de Fien Troch
- Waltz with Bashir de Ari Folman

## Autres films projetés
- $9.99 de Tatia Rosenthal
- Before Tomorrow de Marie-Hélène Cousineau et Madeline Ivalu
- Burn After Reading de Joel et Ethan Coen
- Che de Steven Soderbergh
- The Class de Laurent Cantet
- Cooper's Camera de Warren Sonada
- Daytime Drinking de Young-seok Noh
- Dean Spanley de Toa Fraser
- Edison and Leo de Neil Burns
- Gigantic de Matt Aselton
- Hunger de Steve McQueen
- Inju: The Beast in the Shadow (Inju : la Bête dans l'ombre) de Barbet Schroeder
- Last Stop 174 de Bruno Barreto
- Lovely, Still de Nik Fackler
- Lymelife de Derick Martini et Steve Martini
- Nothing But the Truth de Rod Lurie
- Public Enemy No. One (L'Ennemi public nº 1) de Jean-François Richet
- Real Time de Randall Cole
- Singh Is Kinng de Anees Bazmee
- Slumdog Millionaire de Danny Boyle
- Snow de Aida Begić
- The Stoning of Soraya M. de Cyrus Nowrasteh
- Tulpan de Sergueï Dvortsevoy
- Who Do You Love? (en) de Jerry Zaks
- What Doesn't Kill You de Brian Goodman (en)
- Anonyma – Eine Frau in Berlin de Max Färberböck
- A Year in Winter (Im Winter ein Jahr) de Caroline Link

## Masters program
- 24 City de Jia Zhangke
- Adam Resurrected de Paul Schrader
- Instants éternels de Jan Troell
- Four Nights With Anna de Jerzy Skolimowski
- Of Time and the City de Terence Davies
- Lorna's Silence de Dardenne brothers
- Three Monkeys de Nuri Bilge Ceylan
- Tokyo Sonata de Kiyoshi Kurosawa

## Vanguard and visions
- Afterwards de Gilles Bourdos
- Uncertainty de Scott McGehee et David Siegel
- Universalove de Thomas Woschitz
- Tears For Sale de Uroš Stojanović
- Vinyan de Fabrice Du Welz

## Midnight Madness
Midnight Madness
- Acolytes de Jon Hewitt
- The Burrowers de J.T. Petty
- Chocolate de Prachya Pinkaew
- Deadgirl de Marcel Sarmiento (en) et Gadi Harel
- Detroit Metal City de Toshio Lee
- Eden Log de Franck Vestiel
- JCVD de Mabrouk El Mechri
- Martyrs de Pascal Laugier
- Not Quite Hollywood de Mark Hartley
- Sexy Killer de Miguel Marti

## Sprockets (family fare)
- Bridge to Terabithia de Gábor Csupó
- Krabat de Marco Kreuzpaintner
- Mia et le Migou de Jacques-Rémy Girerd
- The Secret of Moonacre de Gábor Csupó
- Barry, le roi du disco (sous le titre Sunshine Barry & the Disco Worms) de Thomas Borch Nielsen

## Wavelengths (avant-garde showcase)
- Derrière moi de Rafael Ouellet
- Le Genou d'Artemide de Jean-Marie Straub
- Pontypool de Bruce McDonald
- RR de James Benning
- The Secret History of the Dividing Line de David Gatten
- When It Was Blue de Jennifer Reeves
- Winter de Nathaniel Dorsky
- Sarabande de Nathaniel Dorsky
- Horizontal Boundaries de Pat O' Neill
- Dig de Robert Todd
- Garden/ing de Eriko Sonoda
- Black and White Trypps Number Three de Ben Russell
- Public Domain de Jim Jennings
- Optra Field III-VI de T. Marie
- Refraction Series de Chris Gehman
- Suspension  de Vanessa O' Neill

## Contemporary world cinema
- 33 Scenes From Life de Małgorzata Szumowska
- Five Dollars a Day de Nigel Cole
- Acné de Federico Veiroj
- The Country Teacher de Bohdan Sláma
- Delta de Kornél Mundruczó
- Un été sans point ni coup sûr de Francis Leclerc
- Den du frygter (en) de Kristian Levring
- Les Soldats de l'ombre de Ole Christian Madsen
- El Greco de Yannis Smaragdis
- L'Heure d'été de Olivier Assayas
- Knitting de Yin Lichuan
- Linha de Passe de Walter Salles et Daniela Thomas
- Lion's Den de Pablo Trapero
- Lost Song de Rodrigue Jean
- Maman est chez le coiffeur de Léa Pool
- Middle of Nowhere de John Stockwell
- Mothers and Daughters de Carl Bessai
- My Mother, My Bride and I (en) (Die zweite Frau) de Hans Steinbichler
- The Narrows de François Velle
- Patrik, Age 1.5 de Ella Lemhagen
- La Boîte de Pandore (Pandora's Box) de Yeşim Ustaoğlu
- Restless de Amos Kollek
- Revanche de Götz Spielmann
- Skin de Anthony Fabian
- Teza de Hailé Gerima
- Three Wise Men de Mika Kaurismäki
- Toronto Stories (en) de David Weaver, Sudz Sutherland, Aaron Woodley et Sook-Yin Lee
- Two-Legged Horse de Samira Makhmalbaf
- White Night Wedding de Baltasar Kormákur

## Canada first
- Borderline de Lyne Charlebois

## The Real to Reel (programme de documentaires)
- Blind Loves de Juraj Lehotsky
- Examined Life de Astra Taylor
- La Mémoire des anges de Luc Bourdon
- Paris, Not France de Adria Petty
- The Real Shaolin de Alexander Sebastien Lee
- Under Rich Earth de Malcolm Rogge
- 7915 KM de Nikolaus Geyrhalter